# Wilhelm Bodenbender

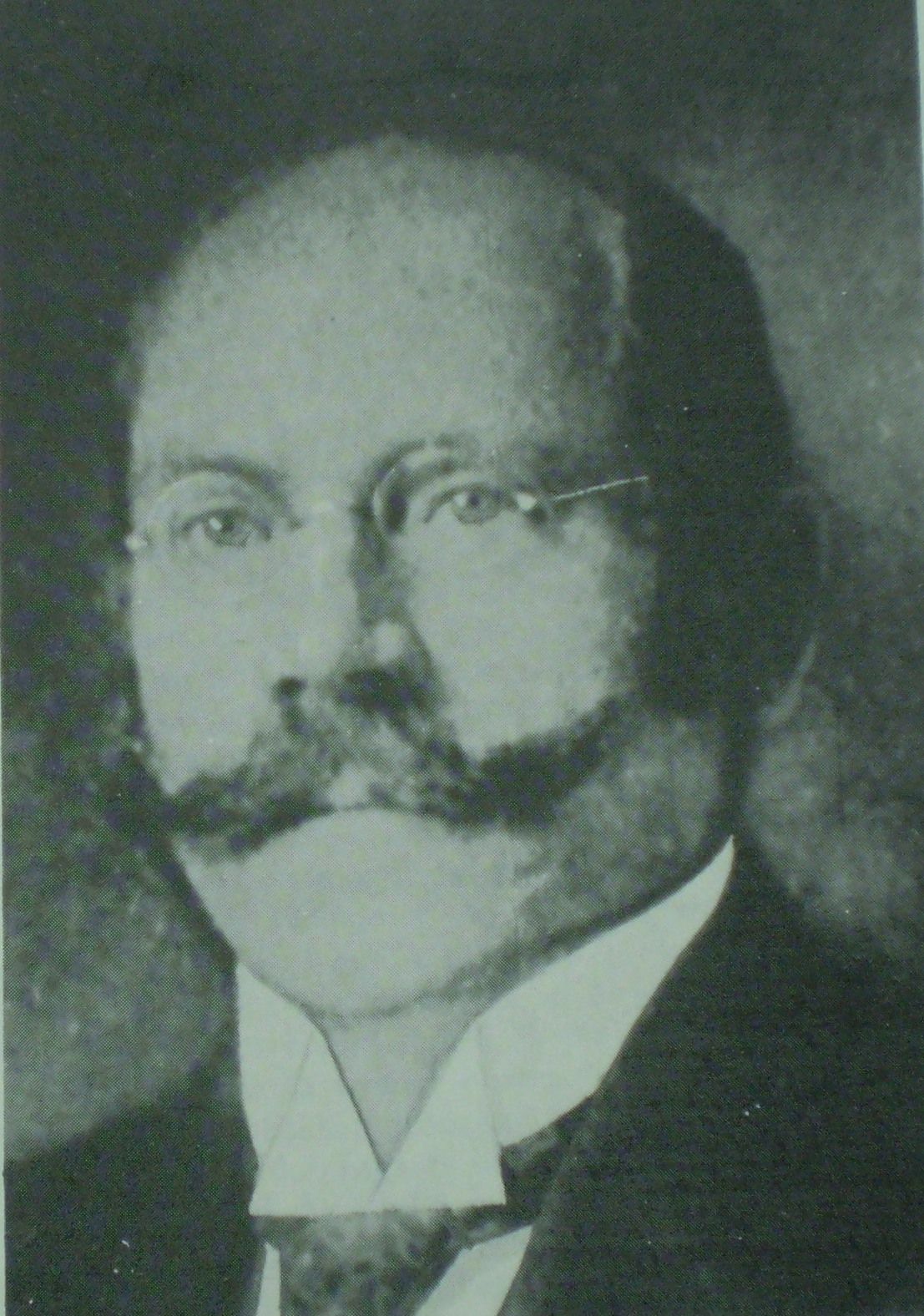
Wilhelm Bodenbender (undatiert)

Wilhelm Bodenbender, spanisch Guillermo Bodenbender (* 2. Juli 1857 in Meerholz, Großherzogtum Hessen; † 20. April 1941 in Córdoba, Argentinien) war ein deutscher Mineraloge,  Petrograph und  Stratigraph in Argentinien. Bekannt wurde er auch als Paläobotaniker.

## Leben
(Friedrich) Wilhelm Bodenbender war das 11. von 12 Kindern des gräflich Ysenburger Obergärtners in Meerholz Johannes Bodenbender (1801–1866) und seiner Frau Friederike Christiane Kübler. Er studierte Geologie an der Bergakademie Clausthal, an der Georg-August-Universität Göttingen und an der Philipps-Universität Marburg. In Göttingen wurde er 1884 mit seiner Dissertation Ueber den Zusammenhang und die Gliederung der Tertiärbildungen zwischen Frankfurt am Main und Marburg-Ziegenhain zum Dr. phil. promoviert.
Von Ludwig Brackebusch eingeladen, ging Bodenbender 1885 an die Nationale Universität Córdoba. Mit dem Botaniker Fritz Kurtz erforschte er die Kordilleren von der Grenze Boliviens bis nach Patagonien und die Sierras Pampeanas. Seine Hauptuntersuchungen erstreckten sich auf die Gebirge der Provinz Córdoba und der Provinz La Rioja. 1892 folgte er Brackebusch als Professor für Geologie und Mineralogie an der Universität Córdoba. Seine geologische Sammlung vermachte er der Universität Göttingen.
Der ersten Publikation über Argentinien (1889) folgten bis 1936 vierzig weitere.  „Bodenbender der Unermüdliche“ übertrug elf geologische und paläontologische Werke aus dem Deutschen ins Spanische. Beigesetzt wurde er in Córdoba.
Gymnocalycium bodenbenderianum ist ihm zu Ehren benannt. Die Benennung des Minerals Bodenbenderit nach ihm setzte sich nicht durch. Er war aber ein Pionier in der Erforschung argentinischer Mineralien, zum Beispiel von Boraten.
In Marburg wurde er am 5. März 1876 in den  pharmazeutisch-naturwissenschaftlichen Verein „Pharmacia“ aufgenommen. Er verließ ihn am 22. Februar 1879 und  renoncierte am selben Tag beim  Corps Guestphalia Marburg. Er wurde recipiert und  inaktiviert, trat aber am 4. Juni 1880 aus. Am 1. März 1895 erhielt er die  Corpsschleife von Guestphalia Marburg. Am 2. August 1920 legte er sie nieder.

## Werke
- Los Minerales, su descripción y análisis con especialidad de los existentes en la República Argentina. Córdoba 1899.
- Republica Argentina, Mapa geologico del Nevado de Famatina (1:150.000). Perthes, Gotha 1913.
- Triásico y terciario en la falda oriental de la Sierra de Córdoba. Relaciones morfológico-tectónicas; rocas volcánicas. Buenos Aires 1929.